# Charlie Wayman
Charles Wayman (Bishop Auckland, 1922. május 26. – Bishop Auckland, 2006. február 26.) angol labdarúgó.
Chiltonban, Bishop Aucklandban született, a második világháború utáni első évtizedben termékeny középcsatár volt. 1941-ben a Newcastle United a Spennymoor Unitedtől szerződtette, miközben ő a chiltoni szénbányászatban dolgozott. A Southamptonban ékpárja általában Ted Bates volt. 1941 és 1958 között öt angol klub játékosa volt, ezt követően térdsérülése miatt vonult vissza. Ezután az Evenwood Town gárdáját menedzselte, majd Skóciában és Newcastle-ben a sörgyár értékesítési vezetője volt.
Bátyja, Frank szintén labdarúgó volt.

## Sikerei, díjai

### Preston North End
- Angol másodosztály: 1950–1951
- FA-kupa – döntős: 1953–1954

### Egyéni
- Angol első osztály – gólkirály: 1952–1953
- Angol másodosztály – gólkirály: 1946–1947, 1948–1949

## Forrás
- Jeremy Wilson. Southampton's Cult Heroes. Know The Score Books (2006). ISBN 1-905449-01-1

## Fordítás
- Ez a szócikk részben vagy egészben  a   Charlie Wayman című angol Wikipédia-szócikk ezen változatának fordításán alapul.  Az eredeti cikk szerkesztőit annak laptörténete sorolja fel. Ez a jelzés csupán a megfogalmazás eredetét és a szerzői jogokat jelzi, nem szolgál a cikkben szereplő információk forrásmegjelöléseként.